# 員工認股權
員工認股權（英語：Employee Stock Option，簡稱ESO）通常被看作是一个普遍在股票公司存在的复杂選擇權，由公司授予僱員作為員工薪酬待遇的一部分。监管机构和经济学家已经指出，「员工認股權」是指雇主與僱員之間的補償合同，其具有一些金融期權的特徵，但本身不具有選擇權（即「報酬契約」）。

## 外部連結
- 員工認股選擇權制度（页面存档备份，存于）
- 賴清德解決缺工缺才 各提3方向對策（页面存档备份，存于）